# Ryningska palatset

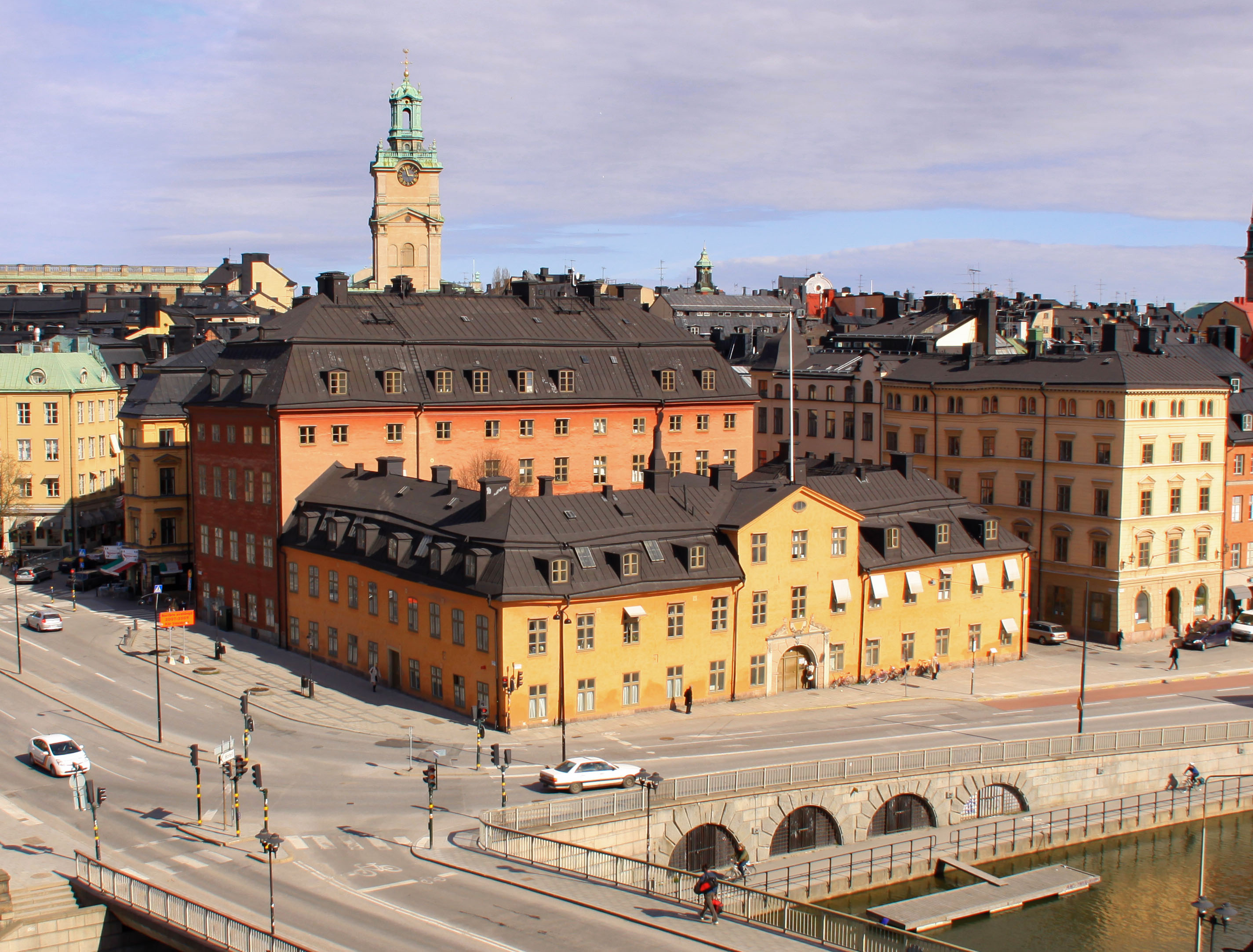
Ryningska palatset, 2009

Ryningska palatset (även Rynings palats, Ryningska huset, Bergstrahlska huset) är en byggnad i fastigheten Atomena 1 på Stora Nygatan 2 intill Riddarhustorget i Gamla stan, Stockholm, byggt 1640–1644 på uppdrag av amiralen Erik Ryning (1592–1654). Arkitekt var troligen Simon De la Vallée. Friherre Henrik Falkenberg höjde huvudbyggnaden med en våning och byggde på flyglarna med en våning. Längan mot Munkbron fick nu sin attika med triangulärt krön. Enligt en tuschlavyr i Palmsköldska samlingen av Riddarhuset under byggnad från omkring 1680 skymtar norra delarna av palatset med tak av den nu gängse säteritypen. Huvudbyggnaden höjdes med ytterligare en våning och flygelbyggnaderna mot Munkbron blev moderniserade på 1770-talet av murmästaren Alexander Högman, varvid de brutna taken tillkom, och en större restaurering gjordes på 1940-talet av arkitekt Artur von Schmalensee.

## Historik

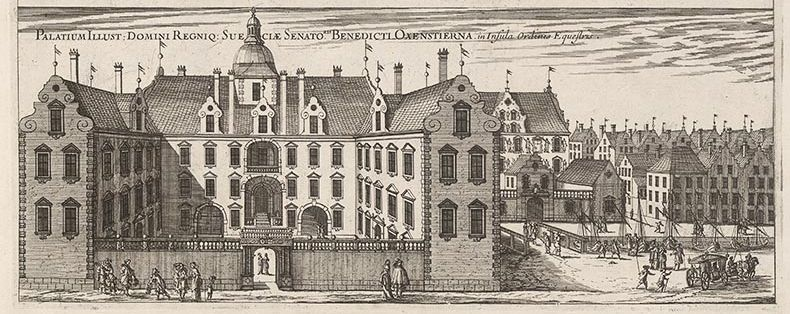
Ryningska skymtar bakom Hessensteinska. Ur Suecia antiqua et hodierna ca 1670.

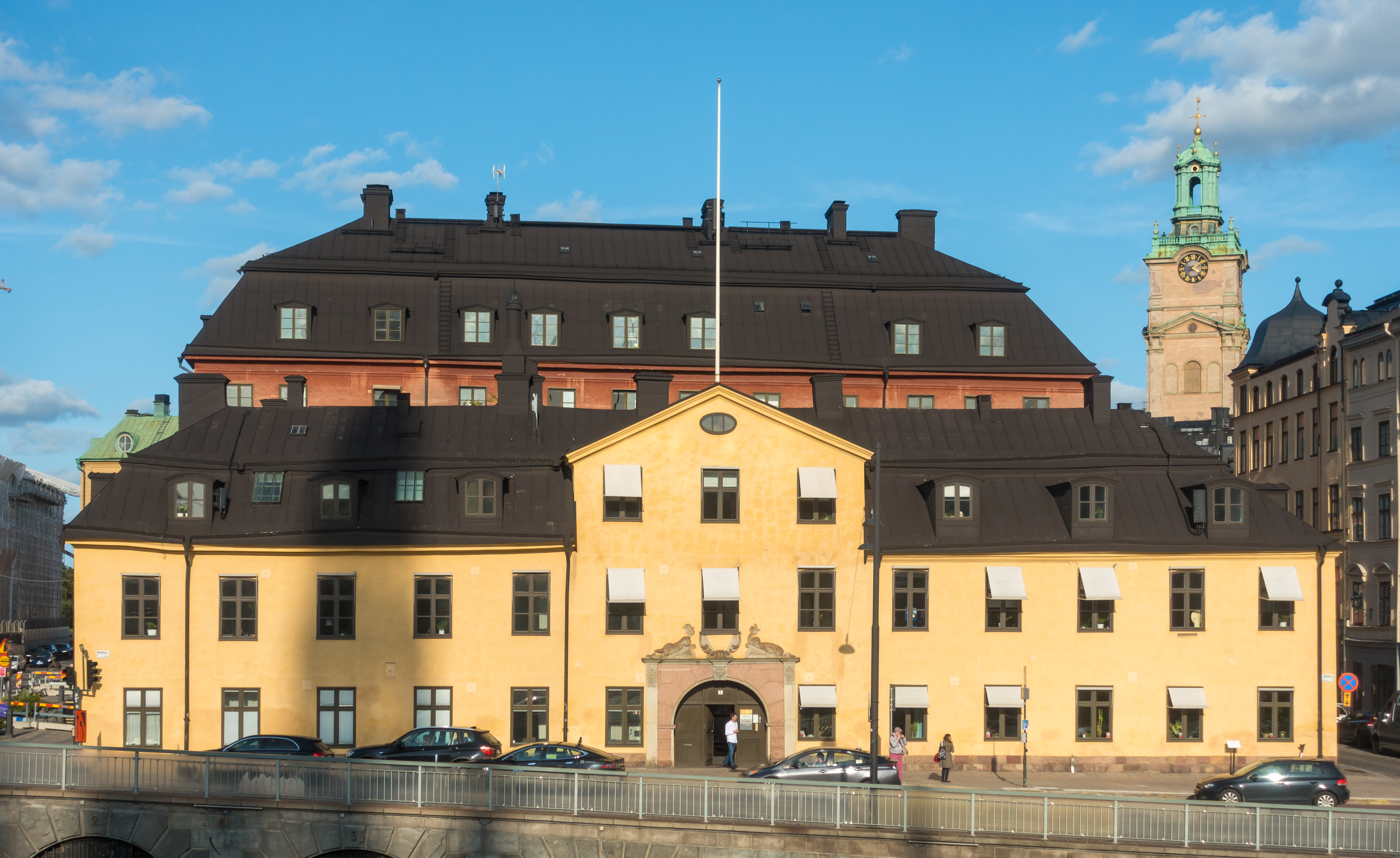
Längan mot Munkbron med fasader i gul puts. Portalen vid Munkbron 1 är från 1640-talet och utgjorde huvudportalen in till gården som låg väster om palatset.

Under perioden 1756–1774 då Gottfried Sack ägde huset fanns här en känd bordell och vinkällare som ska ha räknat Carl Michael Bellman till sina besökare. En svår brand härjade i kvarteret kring 1760. 1769–1772 låg Carl Christoffer Gjörwell den äldres bokhandel i en av husets lägenheter, och under 1780-talet höll sedan Maja-Lisa Borgman kaffehus och schackspel i samma lokal. 
År 1774 förvärvades palatset av Johan Bergstrahl som uppförde flygelbyggnaderna, vilka därav även kallas Bergstrahlska huset.. 1863 testamenterade grosshandlaren Lars Johan Warodell huset som han ägt sedan 1840-talet till Stockholms borgerskap och stadens Bemedlingskommission, med tanke att de kunde förvandlas till hotell och överskottet från det komma stadens fattiga till del. Hotelltanken infriades dock aldrig.
Under tiden som Warodell ägde huset bedrev han i hörnet av Stora Nygatan och Riddarhustorget sin butik Tapet-Magasinet, och i Aftonbladet den 18 augusti 1863 kan man läsa följande:
| ” | Stort och modernt urval af Fransyska och Svenska Tapeter, Bårder och Guldlister realiseras till ytterst låga priser. Rullgardiner i smakfulla mönster, stort sortiment. | „ |

Sedan 2005 har Kristdemokraterna sitt partikansli i "Bergstrahlska huset". I Ryningska palatset har Arbetsdomstolen sitt säte.

## Arkitektur

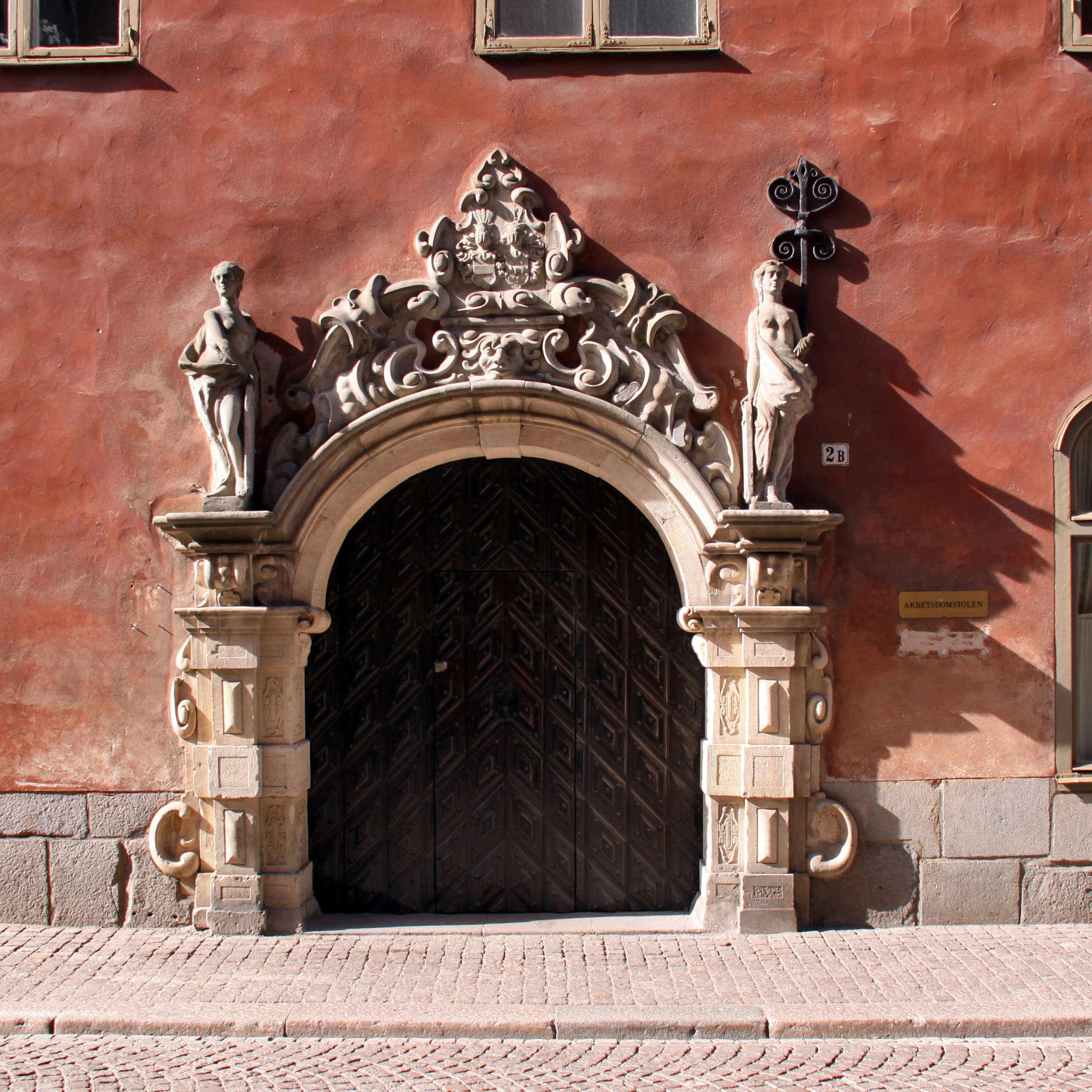
Stenportalen runt huvudingången

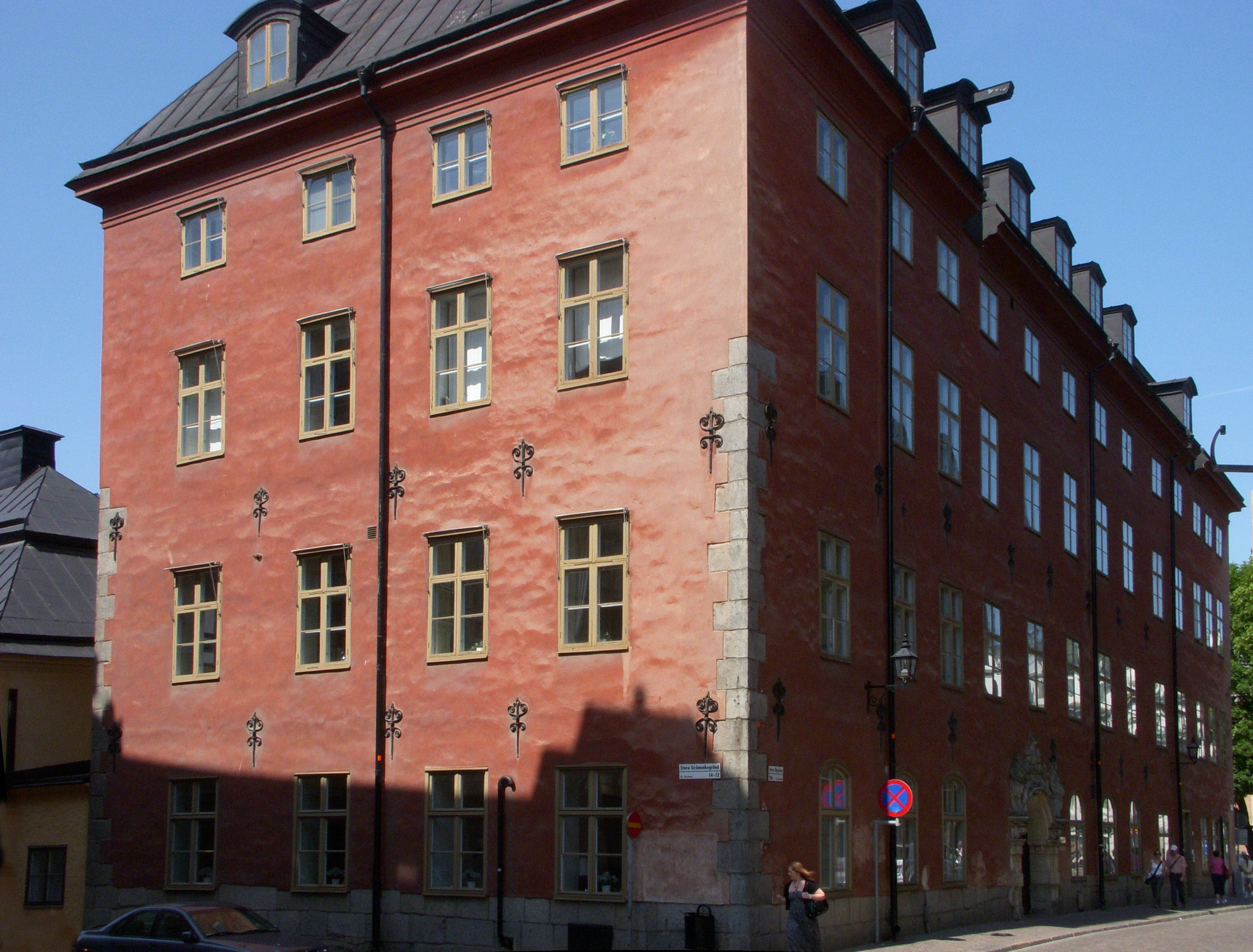
Fasad mot Stora Nygatan/Gråmunkegränd

Huvudbyggnaden mot Stora Nygatan har en fasad av roströd avfärgad puts och sockel av granit. Gavelfasaden mot Gråmunkegränd markeras upp till tredje våningen av kraftiga hörnkedjor utförda med granitblock. Mot Stora Nygatan reser sig en barockportal i sandsten, skulpterad av Aris Claeszon. Över portalen runt huvudingången finns Rynings och hans hustru Maria Elisabet Kurzels förenade vapen flankerade av två kvinnofigurer föreställande tron och hoppet.
Längan mot Munkbron med fasader i gul puts har en enklare 1700-talskaraktär. Här finns en kalkstensportal med maskaroner och delfiner i tunn relief. Huslängan mot Riddarhustorget och Munkbron sägs vara grundlagd på risknippen, vilket har lett till en kraftig sättning.
Palatset blev 1965 byggnadsminnesförklarat. I palatsets byggnad mot Stora Nygatan återfinns idag Arbetsdomstolen, i det Bergstrahlska huset har Högsta domstolen sitt arkiv och i flygelbyggnaderna har Kristdemokraterna sedan 2005 sitt partikansli.

## Kvarteret

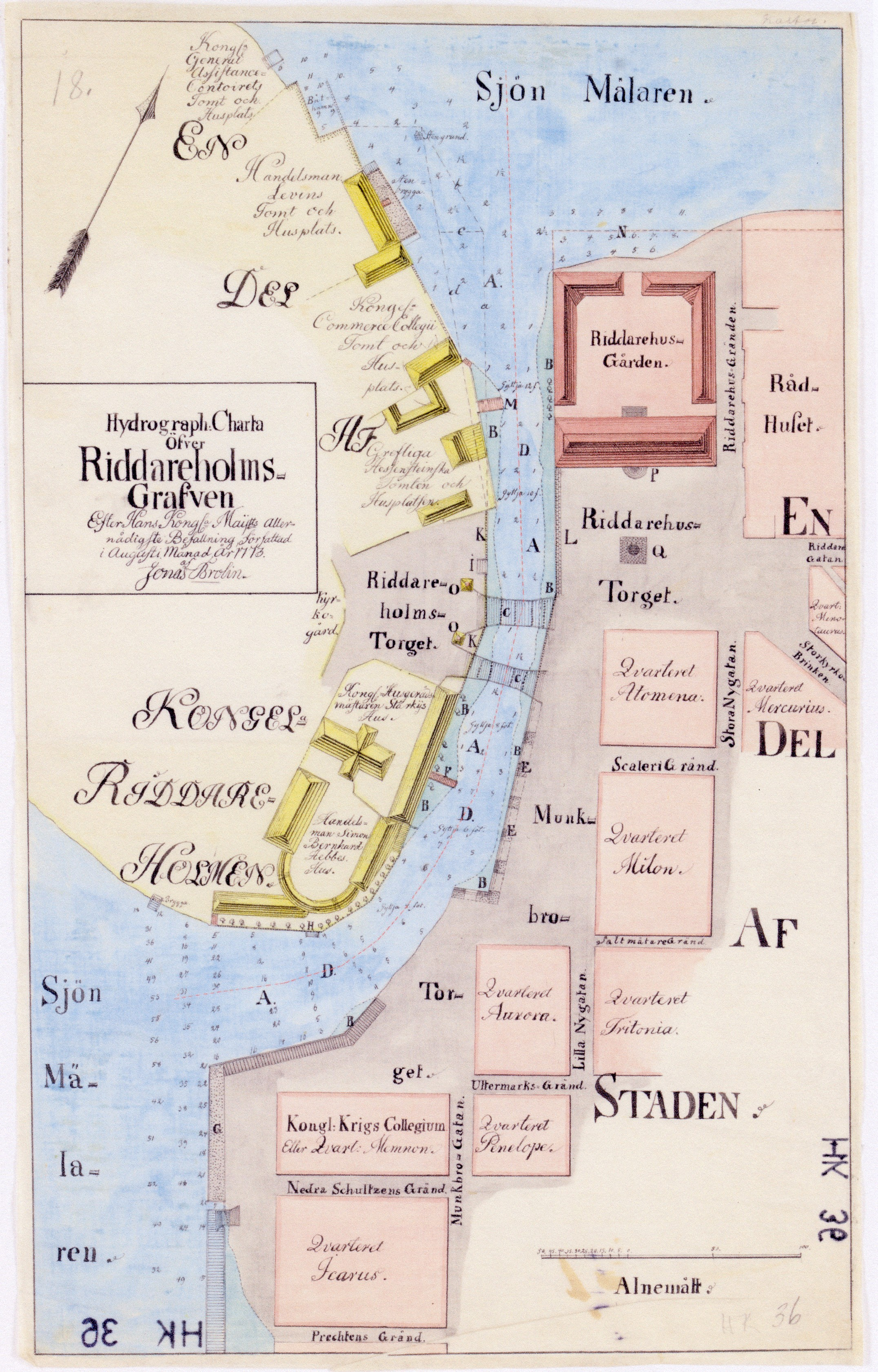
"Riddareholms-Grafven" år 1773 med kvarteren "Atomena", "Milon", "Aurora", "Memnon" m.fl.

Kvarteret bildades år 1729 och bestod då av en fastighet (Västra 114) och det är okänt varifrån kvarteret har fått sitt namn. Kvartersnamnet Atomena har alltid varit en gåta för de som forskat i Stockholms namnhistoria. Kvartersnamnen i Gamla stan har i regel tagits från begrepp ur den grekiska och romerska mytologin, men Atomena finns inte där.  Ordet atom är grekiska och betyder odelbar kropp, men varför just detta namn har tagits med bland kvarteren i Gamla stan är oklar. Enligt Björn Hasselblad kan det vara en felläsning av ett handskrivet protokoll.